# A Romany Lass
A Romany Lass er en britisk stumfilm fra 1918 af F. Martin Thornton.

## Medvirkende
- James Knight - Donald MacLean
- Marjorie Villis - Rilka
- Bernard Dudley
- Charles Rock - MacLean
- Arthur M. Cullin - Harris